# John Corigliano
John Paul Corigliano (* 16. Februar 1938 in New York) ist ein US-amerikanischer Komponist.

## Leben
Corigliano stammt aus einer Musikerfamilie: Seine Mutter war Pianistin und sein Vater von 1943 bis 1966 Konzertmeister der New Yorker Philharmoniker. Er studierte an der Columbia University und der Manhattan School of Music und war Schüler von Otto Luening, Vittorio Giannini und Paul Creston. Er wirkte als Professor für Musik am Lehman College und der New York University. Seit 1991 unterrichtet er an der Juilliard School of Music. 
Seine düstere, ausufernde erste Sinfonie widmete er 1989 den Freunden, die er an die Krankheit AIDS verloren hatte. Seine erste Filmmusik zum Film Der Höllentrip (Altered States) wurde 1981 für den Oscar nominiert, die zweite für den Film Revolution wurde 1985 mit dem britischen Anthony Asquith Memorial Award ausgezeichnet. 1999 erhielt er einen kanadischen Genie Award und einen Prix Jutra für die Filmmusik in Die rote Violine (The Red Violin), im darauf folgenden Jahr einen Oscar. 2001 erhielt er für seine zweite Sinfonie den Pulitzer-Preis für Musik. 2009 bekam er einen Grammy für Mr. Tambourine Man: Seven Poems of Bob Dylan. Seit 1991 ist er Mitglied der American Academy of Arts and Letters.
Corigliano heiratete 2008 seinen Lebensgefährten, den Komponisten Mark Adamo, mit dem er in New York zusammenlebt.

## Werke (Auswahl)
- Sonata for Violin and Piano, 1964
- Poem in October nach Dylan Thomas, für Tenor und 8 Instrumente, 1970
- Oboenkonzert, 1975
- Etude Fantasy für Klavier, 1976
- A Dylan Thomas Trilogy für Knabensopran, Tenor, Bariton, Chor und Orchester, 1976, rev. 1999
- Klarinettenkonzert, 1977
- Pied Piper Fantasy, 1981
- Promenade Overture, 1981
- Fantasia on an Ostinato für Klavier (wobei das Hauptmotiv dem zweiten Satz Beethovens 7. Sinfonie entstammt), 1985
- Three Irish Folksong Settings für Gesang und Flöte, 1988
- 1. Sinfonie, 1989
- The Ghosts of Versailles, Oper, 1991
- Streichquartett, 1995
- The Red Violin, Filmmusik, 1997
- The Red Violin: Chaconne for Violin and Orchestra, 1997
- Chiaroscuro, 1997
- DC Fanfare, 1997
- Dodecaphonia, 1997
- Vocalise for Soprano, Electronics, and Orchestra, 1999
- 2. Sinfonie, 2000
- Mr. Tambourine Man: Seven Poems of Bob Dylan, Liederzyklus, 2000, orchestrierte Fassung 2003
- Phantasmagoria, 2000
- The Mannheim Rocket, 2000
- Circus Maximus, Bläsersinfonie, 2005
- Conjurer: Concerto for Percussionist and String Orchestra, 2007
- One Sweet Morning, 2011
- Rhymes for the Irreverent, 2017
- The Lord of Cries, Oper, Libretto: Mark Adamo, 2021[4]